# Don't Cry (新山詩織の曲)
「Don't Cry」（ドント・クライ）は、新山詩織の楽曲で、2枚目のシングル。2013年7月10日にビーイングから発売された。

## 解説
前作の「ゆれるユレル」に続き、表題曲は笹路正徳がプロデュースを担当した本作は、同年6月14日公開の映画『絶叫学級』主題歌及び江崎グリコ「ポッキー」スペースシャワー限定コマーシャルソング。デビュー前の昨年秋に同映画の主題歌の話を受けて脚本と編集中の映像をもらい、自身の学校生活における体験と重ねあわせ、デビューに向けたドキュメンタリー映像にも拘わっていた監督の佐藤徹也と、何度か歌詞のやりとりをして書き上げた。新山は表題曲について「映画の中だけではなく、普通に過ごしてても、その時の「たった一言」で何かが大きく変わってしまうのではないか、というのが映像を見させて頂いた時に一番に出てきて、凄く自分自身とリンクする部分でもあったので、この言葉をキーワードにして書きました」とコメントしている。ただこの曲は、自分自身に向けてもだが、デビュー曲に比べると、自分以外の人に対して書いたことが大きいと述べている。
カップリング曲は新山が佐藤タイジに依頼して、彼が所属しているバンド、THEATRE BROOKのシングル曲「ありったけの愛」を同バンドと共にセッションカバーをしている。これは、新山が高校1年生の頃から「いつか行ってみたい」と思いながら眺めていた、ロックフェスティバルのラインナップに、佐藤タイジの名前をよく見かけ、気になったのでネットで調べ、代表曲「ありったけの愛」を知る。特に様々なアーティストとのギターセッションによく参加していて、「いつか見てみたい」「いつかセッションしてみたい」と、憧れを持っていたためである。

## 批評
THEATRE BROOKの佐藤タイジはカップリングについて、「17歳の新山さんの吸収力は凄かった。心を解放する事、心を込めて歌う事、どちらもそんなに簡単な事ではないけれど、十分にやり遂げていたと思います。とても新鮮なエネルギーの交換でした。」とコメントした。
CDジャーナルは表題曲を「ざらざらした情感を素のまま投げ出せる歌声は、年齢や性別を越えた生得の魅力を持っている」と、カップリングを「生々しい歌い口とギターに、すでに凄みすら見せる。大物登場だ」と評した。

## 収録曲
1. Don't Cry
作詞・作曲：新山詩織　編曲：笹路正徳
2. ありったけの愛
作詞・作曲・編曲：佐藤タイジ
3. Don't Cry -Instrumental-

## レコーディング参加
- 新山詩織 - ボーカル、ギター
  - 土方隆行 - ギター(#1)
  - 佐藤タイジ（THEATRE BROOK） - ギター、コーラス(#2)
  - 美久月千晴 - ベース (#1)
  - 中條卓（THEATRE BROOK） - ベース(#2)
  - 笹路正徳 - キーボード(#1)
  - エマーソン北村（THEATRE BROOK） - キーボード(#2)
  - 河村“カースケ”智康 - ドラム(#1)
  - 沼澤尚（THEATRE BROOK） - ドラム(#2)